# Kubok Ukraïny 2000-2001
La Kubok Ukraïny 2000-2001 (in ucraino Кубок України?) fu la 10ª edizione del torneo. La competizione iniziò il 16 settembre 2000 e terminò il 27 maggio 2001.

## Sedicesimi di finale
| Squadra 1                     | Risultato       | Squadra 2           |
| ----------------------------- | --------------- | ------------------- |
| Polihraftekhnika Oleksandriya | 0 – 3           | Šachtar             |
| Spartak Sumy                  | 0 – 0 (4–2 dcr) | Dinamo Kiev         |
| Sokil Zolochiv                | 2 – 1           | Stal Alchevsk       |
| Zakarpattja                   | –               | Tytan Armyansk      |
| Čornomorec'                   | 3 – 1           | Karpaty Lviv        |
| Čerkasy                       | 0 – 1           | Nyva Ternopil'      |
| Metalurh Nikopol              | 1 – 3           | Dnipro              |
| L'viv                         | 0 – 0 (3–1 dcr) | FC Vinnytsia        |
| Prykarpattia Ivano-Frankivsk  | 1 – 3           | Metalurh Zaporižžja |
| Zirka Kirovohrad              | 1 – 2           | Metalurh Donec'k    |
| SC Mykolaiv                   | 0 – 3           | Tavrija             |
| Borysfen Boryspil             | 1 – 2           | CSKA Kiev           |
| Mashynobudivnyk Druzhkivka    | 1 – 1 (4–5 dcr) | Metalist            |
| Metalurh Mariupol             | 3 – 2           | Volyn'              |
| Bukovyna Černivci             | 0 – 1           | Kryvbas             |
| Polіssja Žytomyr              | 2 – 1           | Vorskla             |

## Ottavi di finale
| Squadra 1        | Risultato | Squadra 2           |
| ---------------- | --------- | ------------------- |
| L'viv            | 2 – 0     | Čornomorec'         |
| Dnipro           | 3 – 1     | Metalurh Zaporižžja |
| Spartak Sumy     | 3 – 2     | Tavrija             |
| Metalist         | 0 – 2     | Kryvbas             |
| CSKA Kiev        | 2 – 0     | Nyva Ternopil'      |
| Sokil Zolochiv   | 0 – 2     | Metalurh Mariupol   |
| Zakarpattja      | 1 – 2     | Šachtar             |
| Polіssja Žytomyr | 0 – 1     | Metalurh Donec'k    |

## Quarti di finale
| Squadra 1        | Risultato | Squadra 2         |
| ---------------- | --------- | ----------------- |
| Metalurh Donec'k | 0 – 2     | Metalurh Mariupol |
| Spartak Sumy     | 1 – 4     | CSKA Kiev         |
| Dnipro           | 1 – 0     | L'viv             |
| Kryvbas          | 1 – 5     | Šachtar           |

## Semifinali
| Squadra 1         | Risultato | Squadra 2 |
| ----------------- | --------- | --------- |
| Metalurh Mariupol | 1 – 2     | Šachtar   |
| Dnipro            | 1 – 3     | CSKA Kiev |

## Finale
| Arbitro: | Vasyl Melnychuk (Sinferopoli) |

|              |           |                    |
| Kostyshyn 7’ | Marcatori | 78’, 119’ Atel'kin |